# Sherwood

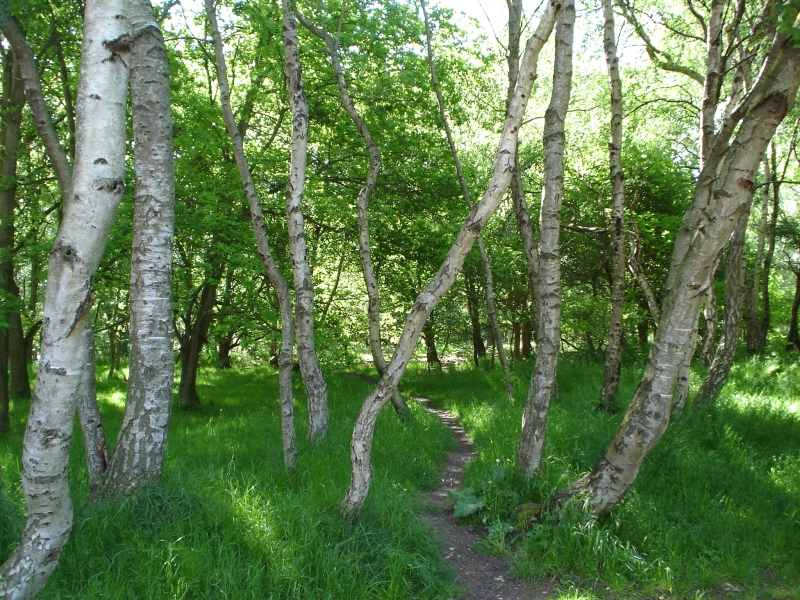
Bétulas na floresta de Sherwood

Sherwood é uma floresta real no condado de Nottingham, Inglaterra, famosa por sua histórica associação com a lenda de Robin Hood.
A área é muito arborizada. Hoje, a floresta é uma reserva natural nacional do Reino Unido que abrange 424,7 ha (1 050 acre), ao redor da vila de Edwinstowe, local do Thoresby Hall. É remanescente de uma floresta real de caça, antecessora e muito maior, que derivou seu nome do próprio estatuto de "shire (ou sher) wood" do condado de Nottingham. Se estendia por diversos condados vizinhos, e era limitada a oeste pelo rio Erewash e a floresta de East Derbyshire. Quando o Domesday Book foi compilado em 1086, a floresta cobria aproximadamente um quarto do condado de Nottingham em mata e charneca, sujeitas às leis florestais.